# Список умерших в 1920 году
В этой статье представлен список известных людей, умерших в 1920 году.
- См. также: Категория:Умершие в 1920 году

## Январь
- 1 января — Зигмунт Гораздовский (74) — блаженный Римско-Католической Церкви.
- 3 января — Аршак Зурабов (47) — российский революционер-меньшевик, член «Союза борьбы за освобождение рабочего класса».
- 4 января — Ширин-бек Кесаманский (37) — азербайджанский военный деятель, участник Первой мировой войны.
- 4 января — Бенито Перес Гальдос (76) — крупнейший представитель критического реализма в испанской литературе.
- 5 января — Николай Чирвинский (71) — профессор, основоположник экспериментальной зоотехнической науки в России.
- 7 января — Эдмунд Бартон (64) — австралийский государственный деятель, Премьер-министр Австралии (1901-1903).
- 7 января — Ваан Терьян (34) — выдающийся армянский поэт и общественный деятель.
- 8 января — Амаяк Арцатбанян (43) — армянский художник.
- 9 января — Тихон (Никаноров) (64) — епископ Православной Российской церкви.
- 12 января — Шимон Винавер (81) — польский маэстро, один из сильнейших в Европе шахматистов в 1860—1880-х годах.
- 14 января — Дмитрий Шипов (68) — политический деятель.
- 15 января — Игнатий Васильченко (49) — генерал-майор, активный участник Белого движения на Юге России.
- 16 января — Михаил Бахирев (51) — российский военачальник и флотоводец.
- 20 января — Пётр Галлер (71) — русский врач и мемуарист.
- 23 января — Евгений Трубецкой (56) — русский философ, правовед, публицист, общественный деятель.
- 24 января — Николай Анисимов (28) — советский государственный и партийный деятель, председатель Ставропольского военно-революционного комитета.
- 24 января — Амедео Модильяни (35) — итальянский художник и скульптор, один из самых известных художников конца XIX — начала XX века, представитель экспрессионизма; туберкулёз.
- 26 января — Владимир Каппель (36) — русский военачальник, участник Первой мировой и Гражданской войн; двустороннее воспаление лёгких.
- 26 января — Александр Редигер (66) — русский генерал, участник русско-турецкой войны 1877—1878 годов.
- 28 января — Панас Мирный (70) — украинский писатель, драматург.

## Февраль
- 1 февраля — Язепс Гросвалдс (28) — латвийский художник.
- 1 февраля — Владимир Пуришкевич (49) — русский политический деятель ультраправого толка, монархист, черносотенец.
- 1 февраля — Павел Штернберг (54) — российский астроном.
- 4 февраля — Модест Сосенко (44) — украинский художник.
- 5 февраля — Вениамин Хвостов — российский философ неокантианской ориентации.
- 7 февраля — Александр Колчак (45) — адмирал, Верховный правитель России (1918—1920); расстрелян.
- 7 февраля — Виктор Пепеляев (35) — областник, депутат Государственной Думы, Председатель Совета Министров в правительстве у Александра Колчака; расстрелян.
- 8 февраля — Михаил Курако (47) — выдающийся русский металлург, основатель школы российских доменщиков.
- 12 февраля — Уилберфорс Ивс (52) — британский теннисист.
- 13 февраля — Иван Калмыков (29) — атаман Уссурийского казачьего войска, генерал-майор Белой армии.
- 15 февраля — Дмитрий Иловайский (88) — русский историк.
- 19 февраля — Пётр Кащенко (61) — известный русский врач-психиатр.
- 20 февраля — Хабибулла-хан (46) — эмир Афганистана с 1901 по 1919 год.
- 21 февраля — Владимир Маковский (74) — русский художник-передвижник, живописец и график, педагог.
- 25 февраля — Вадим Подбельский (32) — советский государственный деятель, нарком почт и телеграфов РСФСР.
- 25 февраля — Михаил Хвостов (47) — русский историк античности.
- 26 февраля — Сильвестр (Ольшевский) — епископ Русской Православной Церкви.
- 27 февраля — Роберт Фогель (60) — русский астроном и геодезист.
- 28 февраля — Александр Фишер фон Вальдгейм (80) — русский ботаник, директор Императорского Санкт-Петербургского ботанического сада.

## Март
- 1 марта — Павел Иорданов (61) — российский врач, общественный и государственный деятель.
- 1 марта — Иосиф Трумпельдор (39) — еврейский политический и общественный деятель.
- 5 марта — Питирим (Окнов) (61) — епископ Православной Российской Церкви.
- 7 марта — Иван Поска (54) — эстонский государственный деятель, юрист.
- 15 марта — Александр Алмазов (60) — русский канонист, литургист, церковный историк.
- 24 марта — Лео Август Похгаммер (78) — немецкий математик, известный своими работами по теории дифференциальных уравнений и специальных функций.
- 24 марта — Мэри Огаста Уорд (68) — английская писательница.
- 27 марта — Людвиг Рубинер (38) — немецкий поэт, литературный критик и эссеист, представитель экспрессионизма; болезнь легких.
- 29 марта — Дмитрий Голицын (68) — русский генерал, герой русско-турецкой войны.

## Апрель
- 4 апреля — Жермен Нуво (68) — французский поэт-символист.
- 5 апреля — Рудольф Зубер (61) — выдающийся польский геолог и путешественник.
- 12 апреля — Мориц Бенедикт (84) — австро-венгерский врач, невролог, военный врач, преподаватель и научный писатель.
- 12 апреля — Гамильтон Гулд-Адамс (61) — ирландский солдат и колониальный чиновник.
- 16 апреля — Богдан Кистяковский (51) — правовед, философ и социолог неокантианской ориентации.
- 17 апреля — Михаил Рытов (74) — русский учёный-агробиолог в области овощеводства и плодоводства.
- 20 апреля — Дмитрий Ивановский (55) — русский физиолог растений и микробиолог, основоположник вирусологии.
- 20 апреля — Юлиан Пенский (60) — врач, хирург, профессор Харьковского университета.
- 23 апреля — Уильям Крейн (69) — австралийский шахматист.
- 26 апреля — Степан Ковалив (71) — украинский писатель, просветитель, педагог, автор школьных учебников, публицист.
- 28 апреля — Климент Тимирязев (76) — русский естествоиспытатель, профессор Московского университета, основоположник русской научной школы физиологов растений.
- 29 апреля — Владислав Леон Сапега (66) — польский землевладелец, общественный деятель, депутат галицийского сейма и австрийского рейхстага.

## Май
- 3 мая — Гапур Ахриев (29 или 30) — один из руководителей борьбы за Советскую власть на Северном Кавказе в годы Гражданской войны.
- 7 мая — Константин Доброджану-Геря (64) — румынский социолог, автор работ по эстетике, литературный критик.
- 7 мая — Хью Томсон (59) — художник-иллюстратор.
- 9 мая — Евгения Жигалина (20 или 21) — подпольщица, участница подпольной большевистской организации в Симферополе; расстреляна.
- 9 мая — Георгий Морозов (53) — русский лесовод, ботаник, почвовед и географ.
- 9 мая — Фанни Шполянская (18 или 19) — подпольщица, участница подпольной большевистской организации в Симферополе; расстреляна.
- 14 мая — Дувид Кесслер — еврейский актёр, режиссёр, антрепренёр, один из самых известных артистов периода расцвета еврейского театра на идише в США.
- 16 мая — Мария Бочкарёва — считающаяся первой русской женщиной-офицером.
- 20 мая — Мадамин-бек — один из руководителей басмаческого движения в Ферганской долине.
- 21 мая — Венустиано Карранса (Venustiano Carranza de la Garza) (60) — президент Мексики в 1914 — 1920 годах.
- 21 мая — Элеанор Портер (51) — американская детская писательница и романистка.
- 21 мая — Султанмахтут Торайгыров (26) — казахский поэт-демократ.
- 23 мая — Георгий Нарбут (34) — русский и украинский художник-график и иллюстратор.
- 29 мая — Тлехас, Мурад Гирей (44) — азербайджанский военачальник, генерал-майор.
- 29 мая — Фабиан Шантыр — белорусский поэт, писатель и переводчик, общественный деятель.
- 31 мая — Насиб-бек Усуббеков (39) — азербайджанский публицист и государственный деятель.

## Июнь
- 8 июня — Алексей Матковский (43) — российский военный деятель.
- 11 июня — Али-Клыч Хасаев — дагестанский атлет.
- 13 июня — Эссад-паша Топтани (57) — глава правительства Албании (1914—1916)
- 14 июня — Макс Вебер (56) — немецкий социолог, историк, экономист; пневмония (испанский грипп).
- 19 июня — Фатали Хан Искендер оглы Хойский (44) — юрист, депутат Государственной думы Российской империи II созыва.
- 20 июня — Ибрагим-Ага Муса-Ага оглы Усубов (48) — российский и азербайджанский военачальник, генерал-майор.
- 20 июня — Роберт Фридберг (68) — немецкий экономист и политик.
- 23 июня — Александр Червен-Водали (48) — российский политический деятель, нотариус.
- 26 июня — Влодзимеж Блоцкий — польский живописец и график.
- 30 июня — Григорий Потанин (84) — русский географ, этнограф, публицист, фольклорист, ботаник, один из основателей сибирского областничества.

## Июль
- 5 июля — Георгий Шечков (63) — русский публицист и политик.
- 8 июля — Олеко Дундич (22 или 24) — сербский революционер, герой гражданской войны в России.
- 15 июля — Матвей Сулькевич (54) — российский и азербайджанский военачальник, генерал-лейтенант.
- 17 июля — Генрих Дрессель (75) — немецкий археолог и нумизмат.
- 19 июля — Гасан-бек Агаев (45) — врач, журналист, общественный и политический деятель Азербайджана.
- 19 июля — Семен Патоличев (40) — активный участник Первой мировой и гражданской войн.
- 20 июля — Алесь Гарун (33) — белорусский поэт, писатель, публицист, деятель «Белорусского возрождения» начала XX века.
- 23 июля — Борис Тураев (51) — русский историк, создатель отечественной школы истории Древнего Востока.
- 23 июля — Леонид Шумиловский (44) — русский политический деятель, журналист, Министр труда в правительстве А. В. Колчака.
- 26 июля — Фридрих Каульбах (70) — немецкий художник.

## Август
- 1 августа — Анс Дауман (34) — участник Гражданской и советско-польской войн.
- 1 августа — Михаил Фрейденберг (62) — российский изобретатель, воздухоплаватель, журналист, издатель, фельетонист.
- 3 августа — Вадим Модзалевский (38) — русский историк, геральдист и генеалог.
- 4 августа — Владимир Ребиков (54) — русский композитор.
- 14 августа — Степан Алавердян — участник борьбы за Советскую власть в Армении. Один из руководителей Коммунистической партии Армении.
- 15 августа — Христина Алчевская (77) — русский и украинский педагог.
- 16 августа — Алексей Шахматов (56) — известный русский филолог и историк, основоположник исторического изучения русского языка, древнерусского летописания и литературы; истощение.
- 31 августа — Вильгельм Вундт (88) — немецкий врач, физиолог и психолог.

## Сентябрь
- 14 сентября — Семён Венгеров (65) — русский критик, историк литературы, библиограф и редактор.
- 24 сентября — Инесса Арманд (46) — деятельница российского революционного движения, дочь британского оперного певца Теодора Стефана и французской актрисы Натали Вильд; холера.
- 25 сентября — Алексей Поливанов (65) — русский военный деятель, генерал от инфантерии.

## Октябрь
- 7 октября — Валентин Жардецкий (36) — адвокат и журналист, председатель Омского комитета Партии народной свободы.
- 8 октября — Леон Попельский (54) — польский ученый, педагог.
- 9 октября — Дмитрий Овсянико-Куликовский (67) — российский литературовед и лингвист, почётный член Петербургской академии наук (1907), Российской академии наук (1917).
- 15 октября — Александр Исупов — депутат Государственной думы Российской империи I созыва от Архангельской губернии.
- 19 октября — Джон Рид (32) — американский журналист, коммунист, автор книг «Десять дней, которые потрясли мир» (1919), «Восставшая Мексика»; тиф.
- 30 октября — Владимир Вильдгрубе (34) — деятель ВЧК, председатель Подольской губернской ЧК (1920), убит.

## Ноябрь
- 1 ноября — Николай Козицкий (40) — революционный деятель.
- 4 ноября — Людвиг Струве (62) — русский астроном.
- 6 ноября — Мария Вальдман (74) — австрийская оперная исполнительница вокала меццо-сопрано, музыкальный педагог.
- 8 ноября — Семён Ан-ский (57) — русский и еврейский писатель, поэт, драматург, публицист, этнограф, революционер, общественный и политический деятель.
- 12 ноября — Владимир Май-Маевский (53) — военачальник Русской армии и Белого движения, Генерального штаба генерал-лейтенант.
- 16 ноября — Николай Шинкарь (30) — украинский военный и политический деятель.
- 20 ноября — Оскар Калнин (25) — участник Гражданской войны.
- 22 ноября — Степан Голубев (72) — русский церковный историк.
- 27 ноября — Арон Лурия (53) — русский журналист, издатель, социал-демократ.
- 28 ноября — Пётр Гавриленко — командир и начальник штаба Повстанческой армии.

## Декабрь
- 2 декабря — Исраэль Тавьёв — еврейский писатель, журналист, переводчик, педагог периода Хаскала.
- 3 декабря — Николай Машаров — предприниматель, основатель Тюменского Чугунолитейного завода.
- 12 декабря — Евгений Щепкин (60) — русский историк, педагог и общественный деятель.
- 14 декабря — Василий Образцов (71) — русский терапевт.
- 21 декабря — Иван Бич-Лубенский — общественный и религиозный деятель Харьковщины.
- 22 декабря — Андрей Гагарин (64) — действительный статский советник. Выдающийся учёный, инженер, механик.
- 25 декабря — Теодор Гельм (77) — австрийский музыкальный критик, музыковед, журналист, педагог. Доктор наук.
- 25 декабря — Эдуард Фрейман (65) — Генерал-майор, участник Русско-турецкой, Русско-японской и Первой мировой войны.
- 27 декабря — Николай Бурлюк — русский поэт и прозаик.
- 30 декабря — Габиб-бек Салимов (39) — азербайджанский военачальник, генерал-майор.

## Дата неизвестна или требует уточнения
- Евгения Шаховская (30 или 31) — одна из первых русских женщин-авиаторов (авиатрисса).